# La Vie de Brian Jones
Pour plus de détails, voir Fiche technique et Distribution.
La Vie de Brian Jones est un téléfilm documentaire français réalisé par Patrick Boudet sur le fondateur et guitariste des Rolling Stones, Brian Jones. Tourné en 2019, le film a été diffusé sur la chaîne Arte le 22 janvier 2021.

## Synopsis
La Vie de Brian Jones retrace la vie du guitariste et fondateur des Rolling Stones de son enfance à son décès. Les intervenants sont majoritairement des proches comme son père, Lewis Jones ; une de ses petites amies, Pat Andrews, avec qui il aura un fils (Mark Jones) ; ses amis John Keen et Prince Stash ; ses partenaires musicaux Mick Jagger, Bill Wyman, Dick Taylor et Alexis Korner ; des photographes et cinéastes avec qui Brian a travaillé, Gered Mankowitz et Michael Lindsay-Hogg. L'auteur-compositeur-interprète américain Elliott Murphy et l'auteur Paul Trynka apportent une analyse musicale et historique sur Brian Jones.
Le film s'attache à montrer la complexité du personnage sans l'enfermer dans les clichés régulièrement colportés sur lui. On y découvre des images inédites de Brian Jones à l'âge de 18 ans filmées en Super 8 par le père de Valerie Corbett, sa petite amie d'alors.
Le film a été tourné à Londres, Cheltenham (Gloucestershire), Cotchford Farm (Hartfield, Sussex), en Italie et à Paris.

## Fiche technique
- Titre original : La Vie de Brian Jones
- Réalisation : Patrick Boudet
- Photographie : Christophe Neuville ; Laurent Fénart
- Son : Antoine Rodet ; Julien Brossier
- Montage : Ronan Sinquin ; Antoine Kerninon
- Production : Daghero Productions, La Générale de Production, ARTE France
- Distributeur : ARTE France Distribution
- Durée : 52 minutes

## Distribution
- Bill Wyman
- Dick Taylor
- Elliott Murphy
- Michael Lindsay-Hogg
- Gered Mankowitz
- Paul Trynka
- John Keen
- Pat Andrews
- Prince Stash Klossowski de Rola
- Mick Jagger
- Lewis Jones
- Alexis Korner

## Réception
Le film a reçu un accueil extrêmement favorable de la part de la presse écrite obtenant 3T dans Télérama : « un portrait émouvant et tout en contrastes » ; Le Monde : « un judicieux choix de photographies, certaines rarement vues » ; Le Figaro ; Rock & Folk ; Les Inrocks ; Télé 7 Jours ; Ouest-France ; ainsi que des radios : France Inter et Europe 1. La Vie de Brian Jones a réalisé une très bonne audience lors de sa première diffusion sur la chaîne Arte en France comme en Allemagne.